# Velký Týnec
Velký Týnec é uma comuna checa localizada na região de Olomouc, distrito de Olomouc.